# 衛宣公

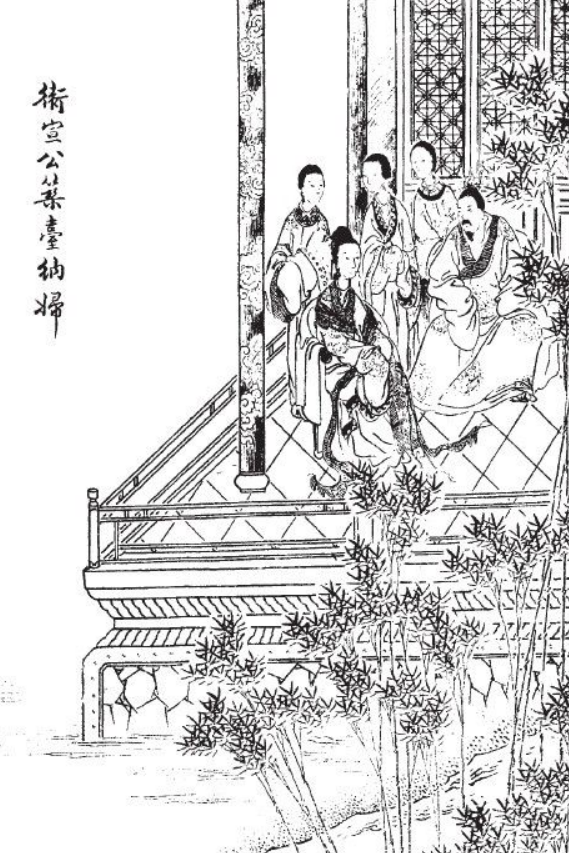
小说《东周列国志》插画：卫宣公筑台纳媳

衞宣公（？—前700年），姬姓，名晉，東周春秋时期衞國第十五任國君。父親是衞莊公。他可能因為在州吁之亂時避難於邢國。後來大夫石碏用計殺死州吁。並從邢國迎立公子晉，是為宣公（在位期間：前718年－前700年）。宣公繼位後，衞國從大國淪為無足輕重的小國，成為配角，所留給後人也只有「新臺納媳」醜聞和《詩經》中一篇篇嘲諷之嘆。

## 生平

### 繼位以前
衛桓公二年，衛桓公的弟弟州吁驕奢，衛桓公絀之，州吁出奔。
衛桓公十三年，鄭伯弟段攻其兄，不勝，亡（鄭伯克段於鄢），而州吁求與之友。
衛桓公十六年，州吁聚集一些衛國的亡命之徒以襲殺兄長衛桓公，州吁自立為衛君。為鄭伯弟段欲伐鄭，請宋、陳、蔡與俱，三國皆許州吁。
州吁新立，好兵，弒衛桓公，衛國百姓皆不愛。石碏乃因衛桓公的母家於陳，詳為善州吁。至鄭郊，石碏與陳侯共謀，使右宰丑進食，因殺州吁于濮，而從邢國迎回衛桓公之弟晉而立之，是為衛宣公。

### 新臺納媳
衛宣公十八年，由於宣公早年曾與父親之妾夷姜有染，後來與夷姜生有一子，取名叫伋，又稱急子，意即急著來到世間的孩子。原本立此子做太子，並在他成年時向齊國求親，希望讓齊僖公的女兒與伋結婚，而這樁親事也就此定下了。然而在舉行婚禮前，宣公得知所聘兒婦美貌，便在黃河上築了個新臺，自己就把她納為己有，並且另外給伋娶別的女子。這位齊僖公的女兒後來被稱為宣姜，而宣公強納未過門的兒媳之事，被稱為新臺醜聞，後來衛國人做〈新臺〉詩諷刺之。後來衛宣公與宣姜（齊僖公的女兒），一起生下二子，壽、朔。

### 二子乘舟
公元前696年，夷姜自縊，宣姜與公子朔中傷太子伋，宣公因為奪了太子妻，心中懷疑太子，想廢除他，於是，他派太子伋出使齊國，途中派人僞裝盜賊在莘地埋伏，等太子伋經過時殺死他。宣姜的的大兒子壽聽到此事後，把陰謀告訴太子伋並叫他逃走，然而，太子伋不願違背父親的命令。為救太子伋，壽先把伋灌醉，再把他的旗幟放在自己車上，盜賊認到旗幟後把壽殺死，太子伋隨後趕到現場，對盜賊說：該殺的是我，他有什麽罪，請殺我吧，最後盜賊亦把太子伋殺了。

詩經裏的《邶風: 二子乘舟》正是記載太子伋和壽的兄弟情誼。

### 江河日下
衛宣公十九年，衛宣公薨，太子朔立，是為衛惠公。
但是衞國的左右公子因為惠公以讒言得到王位感到厭惡，最後終於發生擁立公子黔牟的事件。
子：
- 伋，夷姜所生。
- 公子黔牟，夷姜所生。
- 顽，夷姜所生。
- 壽，宣姜所生。
- 朔，宣姜所生。

## 影视形象
- 1996年上映的电视剧《东周列国·春秋篇》中，衛宣公由米铁增飾演。

## 腳註
1. ↑  《史記·卷三十七·衛康叔世家第七》
2. ↑  《詩經‧國風‧邶‧新臺》
3. ↑  《左傳: 桓公十六年》初，衛宣公烝於夷姜，生急子，屬諸右公子，為之娶於齊而美，公取之，生壽，及朔，屬壽於左公子，夷姜縊，宣姜與公子朔構急子，公使諸齊，使盜待諸莘，將殺之，壽子告之，使行，不可，曰，棄父之命，惡用子矣，有無父之國則可也，及行，飲以酒，壽子載其旌以先，盜殺之，急子至曰，我之求也，此何罪，請殺我乎，又殺之，二公子故怨惠公，十一月，左公子洩，右公子職，立公子黔牟，惠公奔齊。